# شهيد عبد الكريم ملكي
شهيدعبدالكريم‌ملكي (بالفارسية: شهیدعبدالکریم‌ملکی) هي قرية تقع في كرمانشاه في إيران. يقدر عدد سكانها بـ 453 نسمة بحسب إحصاء 2016.